# 3072 Vilnius
3072 Vilnius је астероид главног астероидног појаса са средњом удаљеношћу од Сунца која износи 2,238 астрономских јединица (АЈ).
Апсолутна магнитуда астероида је 14,0.